# Pal Gazulli
Pal Gazulli (łac. Paulus Gassulus, ur. 1405, zm. 1470 w Raguzie) – albański duchowny i teolog katolicki, ambasador Albanii w Republice Weneckiej.

## Życiorys
W 1463 roku został ambasadorem Albanii w Republice Weneckiej. Reprezentował Albanię w weneckim senacie.

## Życie prywatne
Miał brata Gjona, który należał do zakonu franciszkanów.